# 祖国卡

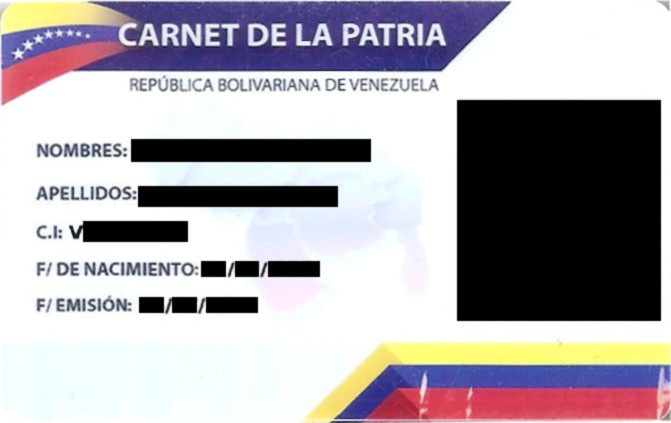
祖國卡正面

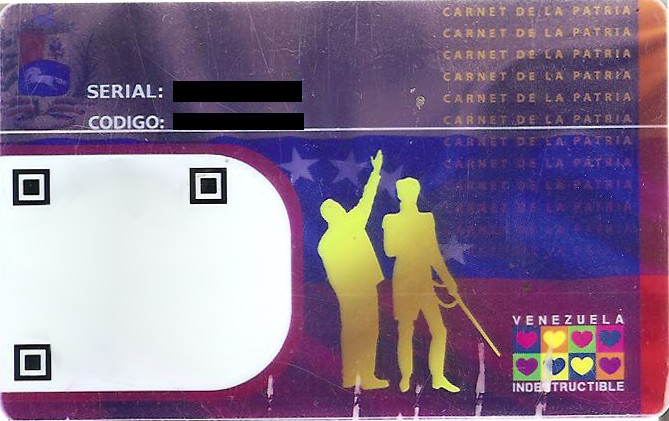
祖國卡背面

祖國卡（西班牙語：Carnet de la patria）是委內瑞拉政府於2016年推出的身份證明文件。祖國卡具備個人化QR碼，旨在了解人口的社會經濟狀況，簡化玻利瓦爾任務和當地供應和生產委員會（CLAP）的系統流程。此卡也具有電子錢包功能，能與國家電子支付系統相結合，且持卡人可以此獲得各式貨幣債券。然而據報導，「祖國卡」可能是委內瑞拉政府的其中一種社會控制手段，其被批評是社會排斥政策，並在2017年委內瑞拉地方選舉、2017年委內瑞拉市政選舉、2018年委內瑞拉總統選舉以及2020年議會選舉期間被指控以此卡進行操作選舉。

## 創建
委內瑞拉祖國卡首見於2016年12月18日，時任總統尼古拉斯·馬杜羅在他的每週電視節目《與馬杜羅聯繫》中發表此系統。馬杜羅還指出，祖國卡的技術平台是通過與中國達成協議實現的。隨後，祖國卡於2017年1月20日開放註冊。

## 申請
原則上，獲取祖國卡免費且並非強制性。 申請祖國卡需要提交一張照片、委內瑞拉身份證（西班牙語：Cédula de identidad）以及相關健康問題、選舉參與情況和是否享有國家政府任何社會任務等資料。

## 爭議
祖國卡的發行引發了許多批評。作家莱昂纳多·帕德隆（Leonardo Padrón）形容祖國卡為“飢餓換選票”，无畏人民联盟（Alianza Bravo Pueblo）的組織秘書阿尔西德斯·帕迪亚（Alcides Padilla）批評該卡是政府為配給食品而創立的。同樣，委內瑞拉共產黨認為祖國卡是一項排斥政策，並主張該卡剝奪了憲法賦予該國人民的權利。2018年8月，委內瑞拉養老金領取者在委內瑞拉社會保障局（IVSS）的主要辦事處前抗議，抱怨領取養老金需要祖國卡的限制規定已經造成他們的不便。
美洲國家組織的秘書長路易斯·阿爾馬格羅（Luis Almagro）於2018年9月收到來自未能獲得化療的患者投訴，只因為他們沒有祖國卡。此外，路透社也收到該國國家醫生的投訴，指出未在祖國卡系統中註冊的糖尿病患者被拒絕開立胰島素處方。76歲的糖尿病患者貝尼托·烏雷亞（Benito Urrea）表示，一位國家醫生最近只因為他沒有註冊該卡系統，拒絕為他開立胰島素處方並指責他是“右翼份子”。

### 選舉
在選舉方面，有選民投訴2017年委內瑞拉地方選舉、2017年市政選舉和2018年總統選舉中，政府通過祖國卡作為脅迫選民的方式，此外選舉期間賄選的報告也屢見不鮮。政府透過提供食物來買通中間選民，因此饑寒交迫的委內瑞拉人被迫投票支持馬杜羅。馬杜羅還承諾為在投票站掃描祖國卡的民眾提供獎勵，由此政府便能夠監視他們的政治黨派傾向和投票情況。但據報導，這些獎勵最後並未發放。

## 外部連結
- . Para qué sirve. November 9, 2017  [2023-04-27]. （原始内容存档于2018-09-07） （西班牙语）.
- . Latin American Post. Global Mass Media. December 5, 2018  [2023-04-27]. （原始内容存档于2023-05-03）.